# 後藤麻衣子
後藤 麻衣子（ごとう まいこ、1983年11月13日 - ）は、日本の元レースクイーン。

## 来歴
- 2003年、週刊ヤングジャンプの企画の人気投票でグランプリを受賞し誌面デビュー。同年全日本GT選手権（現：SUPER GT）「A&Sレーシングチーム」のレースクイーンに就任。
- 東京オートギャラリーで開催された、人気投票により決められる「レースクイーングランプリ2003」でグランプリを受賞。

## 作品

### 写真集
- topaz (2003年、アポロ出版) - 撮影・河野英喜

### DVD
- MYまいこ(2003年、フォーサイド・ドット・コム)

## 出演
- 激走!GT（2003年テレビ東京系）
- 全国“いい旅”カタログ2003（2003年9月放送、エンタ!371）

| スタブアイコン | サブスタブ | この項目は、まだ閲覧者の調べものの参照としては役立たない、アイドル（グラビアアイドル・ライブアイドル・ネットアイドル・レースクイーン・コスプレイヤーなどを含む）に関連した書きかけの項目です。この項目を加筆・訂正などしてくださる協力者を求めています（P:アイドル/PJ:芸能人）。 |